# Mathias Münch

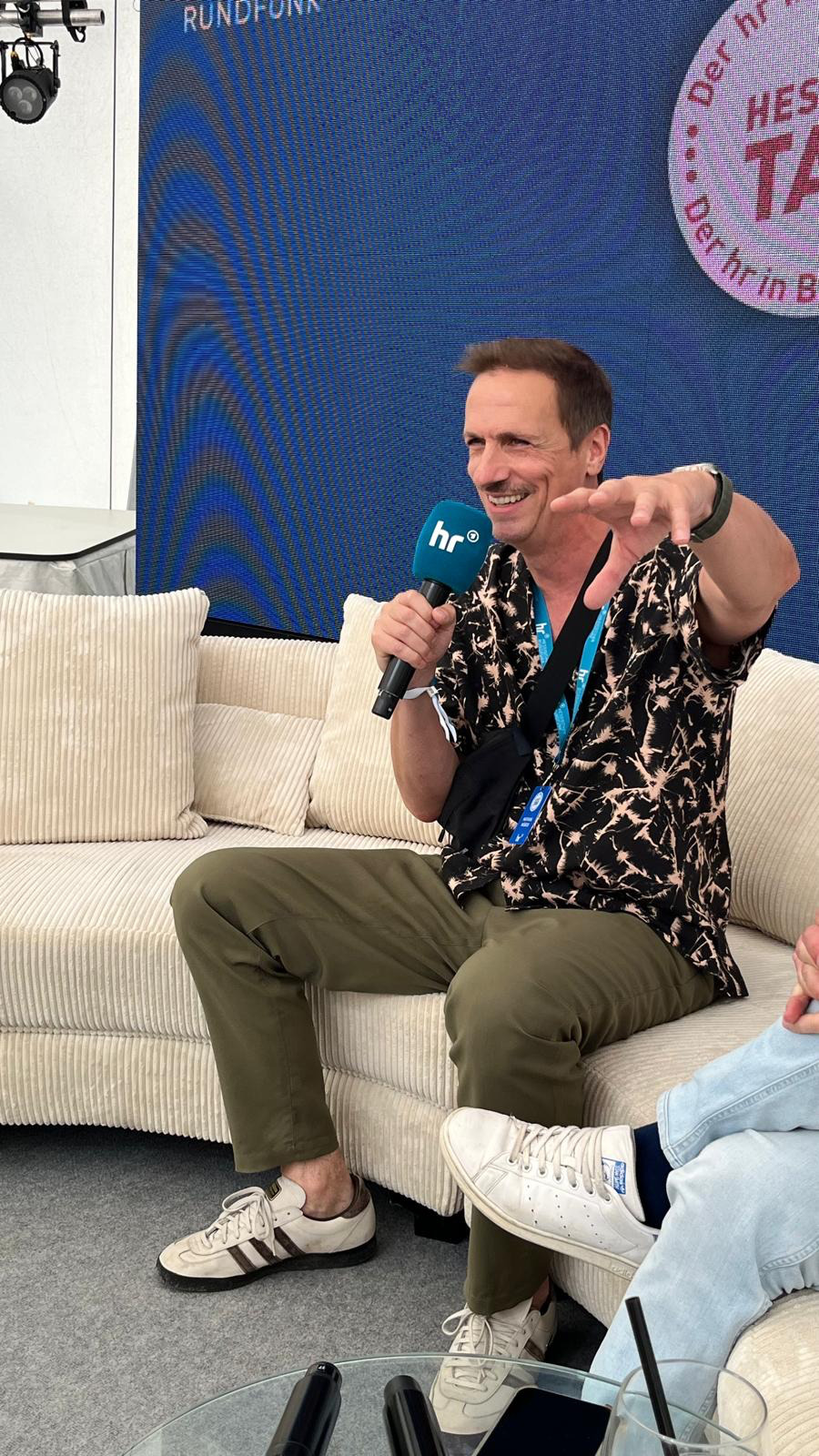
Mathias Münch auf dem Hessentag in Bad Vilbel (2025)

Mathias Münch (* 17. März 1970 in Frankfurt am Main) ist deutscher Fernseh- und Hörfunkjournalist.

## Werdegang
Münch arbeitet seit 1990 bei dem Hörfunkprogramm hr3 als Redakteur, Moderator und Autor. Seit 2000 ist er dort Moderator der Morgensendung Pop & Weck. Wegen einer unangepassten Bemerkung in dieser Sendung wurde er im Dezember 2000 vorübergehend suspendiert. Münch hatte die Ankündigung einer Fernsehsendung des Hessen-Fernsehens zugelassen, in der die Wahl zum „Arsch des Jahres“ stattfinden sollte. Zur Wahl standen ein BSE-Rind, ein Kampfhund und Ministerpräsident Roland Koch.
Von 1997 bis 1999 moderierte Münch die wöchentliche Kindersendung Philipps Tierstunde im Kinderkanal. Darauf folgte die Moderation mehrerer Reisesendungen im ZDF und beim hr. Von 2005 bis 2019 führte er durch die tägliche Vorabend-Live-Schiene Service im hr-fernsehen. Zwischen 2003 und Juni 2011 moderierte er zusammen mit Georg Schnurer die Sendung c’t magazin.tv im hr-fernsehen. Ab dem 16. März 2014 waren Münch und Schnurer gemeinsam bis Folge 96 wieder „auf Sendung“: Nun auf YouTube in der Technik Ranch, einem Privatprojekt der beiden Moderatoren.
Seit 2001 ist er festes Ensemble-Mitglied des Neu-Isenburger Mundart-Ensembles. Seine bisher populärsten Rollen waren George Adams in Ray Cooneys Außer Kontrolle (2001), Böcklein in Der wahre Jakob von Franz Arnold und Ernst Bach (2004) und Chefinspektor DeCraven in Dinner for One – Killer for Five von Gerold Theobald (2006).
Im Jahr 2004 schrieb er zusammen mit Werner F. Krause die Liedtexte zur Musik von Thorsten Wszolek für Die Feuerzangenbowle – Das Musical.